# Gare de Forcalquier
La gare de Forcalquier est une gare ferroviaire française de la ligne de Forcalquier à Volx, située sur le territoire de la commune de Forcalquier dans les Alpes-de-Haute-Provence.
Mise en service en 1890 par la Compagnie des chemins de fer de Paris à Lyon et à la Méditerranée (PLM), elle est fermée au trafic voyageurs depuis 1934 et au trafic marchandises depuis 1956.
Le bâtiment voyageurs d'origine est toujours présent sur l'avenue de l'Amiral Thierry d’Argenlieu, construite sur la plateforme ferroviaire.

## Situation ferroviaire
Établie à 519 mètres d'altitude, la gare de Forcalquier était située au point kilométrique (PK) 0,2  de la ligne de Forcalquier à Volx, avant la gare de Mane dont elle était séparée par le viaduc des latins et le tunnel de Mane.

## Histoire

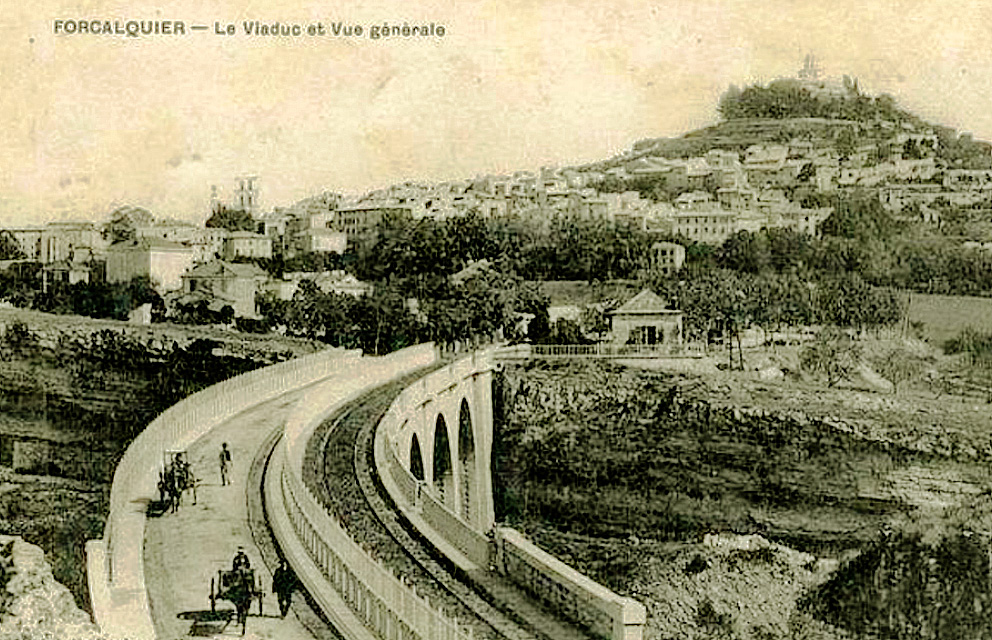
Entrée en gare de Forcalquier

Dans la deuxième moitié du XIXe siècle, le Plan Freycinet prévoyait une liaison ferroviaire vers toutes les préfectures et sous-préfectures de France. La ligne de Lyon à Marseille par Grenoble et Sisteron, en cours d'achèvement, passait légèrement à l'est de Forcalquier, le long de la Durance. Il existait par ailleurs une ligne reliant Avignon à Apt par Cavaillon. Cette ligne fut donc prolongée vers l'est, mais, pour des raisons de terrain, elle ne monta pas à Forcalquier, mais resta dans la vallée du Largue jusqu'à Volx, où elle se raccordait à la ligne de la Durance. Une antenne fut donc établie depuis la gare de Saint-Maime - Dauphin jusqu'à la ville de Forcalquier.
La déclaration publique de la ligne a lieu en 1881, et la construction ne s'achève qu'au début du XXe siècle, l'ouverture ayant lieu le 25 octobre 1890 .
En 1929, les trains les plus rapides mettaient 9 minutes pour relier Forcalquier à Mane (4 kilomètres environ), et 16 minutes pour parcourir le trajet de Forcalquier à Saint-Maime - Dauphin (7 kilomètres environ).
La ligne ferme au trafic des voyageurs en 1933, semble-t-il, fermeture rendue définitive le 2 octobre 1938.
Dès la fin des années 1930, la ligne est progressivement « coordonnée », c'est-à-dire limitée au trafic marchandises, puis fermée, d'abord entre Apt et Saint-Maime, puis entre Cavaillon et Apt, et enfin sur le tronçon restant. La dépose des rails intervient dans les années 1960.

## Patrimoine ferroviaire
L'ancien bâtiment voyageurs, construit par le PLM en 1890, a été racheté par la commune qui l'utilise pour plusieurs activités successives : locaux des services de l'Équipement, école de musique, dojo et aussi bureau de vote. Le viaduc et une partie du tracé de la ligne sont utilisés par la route départementale 4100.